# Obiezione di coscienza in Italia
L'obiezione di coscienza in Italia fa riferimento ad alcuni istituti giuridici volti a regolare l'esercizio dell'obiezione di coscienza.

## Obiezione al servizio militare di leva

### Evoluzione storica
Fino alla promulgazione di una legge che regolamentasse la fattispecie, l'obiezione di coscienza in Italia fu sempre trattata alla stessa stregua della renitenza alla leva (mancata presentazione al distretto militare per le visite di leva, o alla destinazione assegnata per lo svolgimento del servizio), oppure alla diserzione (rifiuto di proseguire il servizio di leva dopo averlo intrapreso). Il primo obiettore in Italia di cui esiste una documentazione fu Remigio Cuminetti, un Testimone di Geova. In piena Grande Guerra, finirono sotto processo per diserzione a causa del loro rifiuto di indossare l'uniforme anche Luigi Luè e Giovanni Gagliardi. Nel 1940, ancora vigente il regime fascista, 26 Testimoni di Geova furono processati e condannati perché rifiutarono l'obbligo militare.
Nel secondo dopoguerra, spiccano anche i casi di Rodrigo Castello, di Pietrelcina (BN), cristiano pentecostale condannato dal Tribunale militare e successivamente tornato in libertà a seguito di amnistia, e di Enrico Ceroni, altro Testimone di Geova che, dopo perizia psichiatrica, fu condannato a 5 mesi e 20 giorni di reclusione con il beneficio della condizionale. Il primo processo penale di notevole risonanza fu quello a Pietro Pinna, svoltosi nel 1949. Pietro Pinna, che si appellava semplicemente ai principi della non violenza, fu condannato a 10 mesi di reclusione con il beneficio della condizionale da parte del Tribunale militare di Torino, poi a otto mesi da quello di Napoli. La notorietà che assunse il caso Pinna portò alla prima presentazione del progetto di legge relativo al riconoscimento dell'obiezione di coscienza da parte di Umberto Calosso, deputato del Psdi, e Igino Giordani, parlamentare della Dc. Cominciò un dibattito ventennale - non privo di asprezze, polemiche e accuse di viltà, scarso patriottismo e alto tradimento - sull'obiezione di coscienza, che si concluse con il suo riconoscimento nel 1972.
Il 1950 vede i processi per obiezione di Elevoine Santi, Pietro Ferrua e Mario Barbani. Negli anni sessanta si terranno poi i processi agli obiettori cattolici, Giuseppe Gozzini e Fabrizio Fabbrini. A questo si aggiunsero le forti prese di posizione in favore dell'obiezione di coscienza da parte di padre Ernesto Balducci e di don Lorenzo Milani che intervenne, contestando un comunicato dei cappellani in congedo della regione Toscana, che accusarono gli obiettori di viltà. Per la sua lettera ai cappellani militari, pubblicata da "Rinascita", sarebbe stato incriminato insieme al direttore responsabile del periodico, Luca Pavolini. La lettera ai cappellani - pubblicata poi in volume unitamente alla cosiddetta "Lettera ai giudici", memoriale difensivo presentato da don Milani in occasione della prima udienza del processo di primo grado il 30 ottobre 1965, col titolo unitario di "L'obbedienza non è più una virtù" - sarebbe diventata un testo famosissimo. Assolti in primo grado, vengono condannati in appello, ma per don Milani il reato sarebbe stato dichiarato estinto, "per morte del reo".  Tra il 1969 e il 1970 vengono presentati vari progetti di legge per il riconoscimento dell'obiezione di coscienza da parte del senatore della sinistra indipendente Luigi Anderlini e dei democristiani Giovanni Marcora e Carlo Fracanzani. La proposta viene approvata dal Parlamento nel 1972, con l'istituzione del servizio civile obbligatorio per chi rifiuta di prestare il servizio militare.
La prima norma nell'ordinamento italiano a disciplinare formalmente l'obiezione di coscienza - emanata durante il governo Andreotti II - fu la legge 15 dicembre 1972 n. 772 (la cosiddetta Legge Marcora dal nome del suo relatore) seguita dal relativo regolamento di attuazione di cui al D.P.R. 28 novembre 1977 n. 1139. Tale legge permise agli obiettori di scegliere il servizio civile sostitutivo obbligatorio, di durata di 8 mesi superiore alla durata del servizio che si sarebbe dovuto svolgere, con però alcune conseguenze giuridiche personali. Per protestare contro una legge ritenuta dall'opinione pubblica non giusta, nel gennaio del 1973 venne fondata la Lega degli obiettori di coscienza (LOC) per iniziativa del Partito Radicale, di Pietro Pinna divenuto fondatore con Aldo Capitini del Movimento Nonviolento, del Senatore Luigi Anderlini e del valdese Giorgio Peyrot, esponente del gruppo cristiano Movimento Internazionale di Riconciliazione (MIR).

La durata superiore del servizio civile sostitutivo di quello armato fu dichiarata costituzionalmente illegittima dalla Corte Costituzionale con la sentenza 19 luglio 1989, n. 470 che considerava la maggior durata del servizio alternativo a quello armato una: 
Una disciplina organica della materia però si ebbe solo con la legge 8 luglio 1998 n. 230 -emanata durante il governo Prodi I - che abrogando la precedente legge n. 772/1972 riconobbe compiutamente per la prima volta il diritto all'obiezione di coscienza, configurando la stessa non più come un beneficio concesso dallo Stato, bensì come un diritto della persona. Pertanto, tale diritto non è religiosamente orientato, vale a dire che non impone all'obbiettore né di appartenere ad una specifica confessione religiosa contraria in linea di principio al servizio di leva né di professare pubblicamente la propria eventuale appartenenza: la lettera della norma parla, infatti, di «obbligati alla leva militare che dichiarino di essere contrari all'uso personale delle armi per imprescindibili motivi di coscienza ... attinenti a una concezione generale della vita basata su profondi convincimenti religiosi o filosofici o morali professati dal soggetto».
Con la sospensione delle chiamate al servizio militare di leva in Italia ad opera della legge 23 agosto 2004, n. 226, risultò sospesa di fatto anche l'opzione del servizio civile obbligatorio per obiezione di coscienza.

### Le conseguenze giuridiche
In base alla legge Marcora del 1972 l'essere obiettori di coscienza al servizio militare obbligatorio comportava tuttavia alcune conseguenze, come l'impossibilità di essere titolare di impieghi presso la pubblica amministrazione italiana, l'accesso alle forze armate italiane e forze di polizia italiane, incluso il Corpo nazionale dei vigili del fuoco, lo svolgimento di attività professionali nonché di ottenere licenza di porto d'armi in Italia, e impediva di svolgere qualsiasi lavoro che comportasse l'utilizzo delle medesime, come ad esempio la guardia particolare giurata. Inoltre, l'essersi dichiarati obiettori poteva rendere molto difficile lavorare nel campo dell'industria della difesa.
Le limitazioni riguardo alle attività lavorative vennero superate dopo la normativa del 1998, tuttavia permase l'irrinunciabilità a tale status e l'impossibilità, vita natural durante, di ottenere licenza di porto d'armi e di essere reclutato nelle forze armate italiane e nelle altre forze di polizia italiane.
L'emanazione della legge 2 agosto 2007 n. 130 ha reso tuttavia possibile esercitare la rinuncia allo stato di obiettore: infatti la norma ha modificato la legge del 1998, stabilendo che l'obiettore ammesso al servizio civile, decorsi almeno cinque anni dalla data in cui è stato collocato in congedo secondo le norme previste per il servizio di leva, possa rinunziare allo status di obiettore di coscienza presentando apposita dichiarazione, non revocabile, da inoltrare all'Ufficio nazionale per il servizio civile.

## Obiezione alla sperimentazione animale
Alla fine del 1989, ventisette tecnici di Radiologia medica dell’Istituto Rizzoli di Bologna, in previsione dell’apertura all’interno dell’ospedale di un laboratorio in cui sarebbero stati usati conigli, suini, ovini, cavie e ratti, si dichiararono obiettori di coscienza a questo tipo di sperimentazione. Nello stesso periodo si verificò un caso analogo nella USL n.4 di Chieti. Dopo alterne vicende, nell’aprile 1992 il Consiglio di Amministrazione dell’ospedale bolognese riconobbe come legittima la richiesta dei medici di radiologia. In quei due anni e mezzo vi furono molte iniziative di solidarietà con i tecnici bolognesi e da più parti venne sostenuta l’opportunità di una legge a sostegno dell’obiezione di coscienza alla sperimentazione animale. Venne di conseguenza presentato un disegno di legge definitivamente approvato e promulgato con la legge 12 ottobre 1993, n. 413
Ai sensi della norma del 1993, qualsiasi ente che svolga sperimentazione animale deve obbligatoriamente rendere noto agli operatori la possibilità dell'obiezione di coscienza e tale scelta non deve avere in alcun modo conseguenze sfavorevoli.

## Obiezione nella pratica medica

### Obiezione nell'ambito dell'interruzione volontaria di gravidanza (IVG)

Distribuzione geografica dei medici obiettori di coscienza in Italia
Italia
Nord
Centro
Sud
Sicilia e Sardegna

L'obiezione di coscienza per i professionisti sanitari è prevista per l'interruzione volontaria di gravidanza (IVG): introdotta in Italia dalla legge 22 maggio 1978, n. 194. L'obiezione di coscienza sollevata da un medico è revocata con effetto immediato in caso di sua partecipazione diretta in pratiche di IVG, ad eccezione dei casi in cui sussiste una condizione di imminente pericolo di vita per la donna..
Lo status di obiettore non esonera il professionista sanitario dall'assistenza antecedente e conseguente all'intervento. Il SSN è tenuto a assicurare che l'IVG si possa svolgere nelle varie strutture ospedaliere deputate a ciò, e quindi qualora il personale assunto sia costituito interamente da obiettori dovrà supplire a tale carenza in modo da poter assicurare il servizio, ad es. tramite trasferimenti di personale.
Il professionista sanitario, anche se obiettore, non può invocare l'obiezione di coscienza qualora l'intervento sia indispensabile per salvare la vita della donna in imminente pericolo (esempio: donna che giunge presso il pronto soccorso ospedaliero con grave emorragia in atto a causa di un aborto clandestino: il medico, anche se obiettore, ha in tale situazione l'obbligo di portare a termine la procedura di aborto se questo è indispensabile per salvare la vita della donna).
In caso di massiccia adesione all'obiezione di coscienza la cittadinanza ivi residente può ritrovarsi in difficoltà per l'erogazione di talune prestazioni, portando alla perdita di alcuni diritti, per tale motivo nel 2014 l'Europa ha richiamato l'Italia e in particolar modo la regione Marche.
Le percentuali di obiettori di coscienza sono, stando al 2012, del 69,6% fra i ginecologi, del 47,5% per gli anestetisti e del 45% per il personale non medico, con un'ampia variazione regionale, in particolare al Sud, dove le percentuali possono anche arrivare al 90%. Per quanto riguarda gli ostetrici le percentuali sono superiori al 70%.
Nel 2025 l'assemblea regionale siciliana,nell'ambito di un disegno di legge in materia di sanità, ha approvato una legge regionale che ha introdotto l'obbligo di assumere medici non obiettori di coscienza nelle strutture ospedaliere pubbliche, rendendo la Sicilia la prima regione d’Italia a dare attuazione alla legge 22 maggio 1978, n. 194, che prevede il diritto delle donne all'interruzione volontaria di gravidanza.

### Obiezione nell'ambito delle disposizioni anticipate di trattamento (DAT)
Nella c.d. legge sul biotestamento si prevede che nel caso in cui le disposizioni anticipate di trattamento (DAT) siano contrarie a norme di legge, alla deontologia professionale o alle buone pratiche clinico-assistenziali il medico non sia tenuto a prestare le stesse e quindi a rispettare la volontà espressa dal paziente. A fronte di tali richieste il medico non ha, quindi, obblighi professionali e può rifiutarsi di dare corso alle DAT, tuttavia ogni azienda sanitaria pubblica o privata garantisce la piena e corretta attuazione dei principi della legge sul biotestamento.